# Iivo Niskanen
Iivo Henrik Niskanen (Oulu, 12 januari 1992) is een Finse langlaufer. Hij vertegenwoordigde zijn vaderland op de Olympische Winterspelen 2014 in Sotsji en op de Olympische Winterspelen 2018 in Pyeongchang. Hij is de broer van langlaufster Kerttu Niskanen.

## Carrière
Niskanen maakte zijn wereldbekerdebuut in maart 2010 in Lahti. In februari 2014 scoorde de Fin met een achtste plaats in Toblach zijn eerste wereldbekerpunten. Tijdens de Olympische Winterspelen van 2014 in Sotsji eindigde Niskanen als vierde op de 15 kilometer klassieke stijl als tiende op de 50 kilometer vrije stijl en als 26e op de 30 kilometer skiatlon. Samen met Sami Jauhojärvi veroverde hij de gouden medaille op het onderdeel teamsprint, op de estafette eindigde hij samen met Sami Jauhojärvi, Lari Lehtonen en Matti Heikkinen op de zesde plaats.
Op 30 november 2014 boekte de Fin in Kuusamo zijn eerste wereldbekerzege. Op de wereldkampioenschappen langlaufen 2015 in Falun eindigde hij als 26e op de 30 kilometer skiatlon, samen met Sami Jauhojärvi, Matti Heikkinen en Ville Nousiainen eindigde hij als achtste op de estafette. In Lahti nam Niskanen deel aan de wereldkampioenschappen langlaufen 2017. Op dit toernooi werd hij wereldkampioen op de 15 kilometer klassieke stijl. Op de teamsprint legde hij samen met Sami Jauhojärvi beslag op de bronzen medaille, samen met Sami Jauhojärvi, Lari Lehtonen en Matti Heikkinen eindigde hij als vijfde op de estafette. Tijdens de Olympische Winterspelen van 2018 in Pyeongchang sleepte de Fin de gouden medaille in de wacht op de 50 kilometer klassieke stijl, daarnaast eindigde hij als veertiende op de sprint en als negentiende op de 30 kilometer skiatlon. Op de estafette eindigde hij samen met Perttu Hyvärinen, Matti Heikkinen en Lari Lehtonen op de vierde plaats.
Op de wereldkampioenschappen langlaufen 2019 in Seefeld veroverde hij de bronzen medaille op de 15 kilometer klassieke stijl, daarnaast eindigde hij als vierde op de 30 kilometer skiatlon. Samen met Ristomatti Hakola, Matti Heikkinen en Perttu Hyvärinen eindigde hij als vierde op de estafette, op de teamsprint eindigde hij samen met Ristomatti Hakola op de zevende plaats. In Oberstdorf nam Niskanen deel aan de wereldkampioenschappen langlaufen 2021. Op dit toernooi eindigde hij als zesde op de 50 kilometer klassieke stijl, als dertiende op de 30 kilometer skiatlon en als achttiende op de 15 kilometer vrije stijl. Samen met Ristomatti Hakola, Perttu Hyvärinen en Joni Mäki eindigde hij als zesde op de estafette.

## Resultaten

### Olympische Winterspelen
| Jaar | Plaats      | Resultaten |
| ---- | ----------- | --- |
| 2014 | Sotsji      | 4e 15 km klassieke stijl · 26e 30 km skiatlon · 10e 50 km vrije stijl · Teamsprint (klassieke stijl) · 6e 4×10 km estafette |
| 2018 | Pyeongchang | 14e Sprint (klassieke stijl) · 19e 30 km skiatlon · 50 km klassieke stijl · 4e 4×10 km estafette                            |

### Wereldkampioenschappen
| Jaar | Plaats     | Resultaten                                                                                         |
| ---- | ---------- | -------------------------------------------------------------------------------------------------- |
| 2015 | Falun      | 26e 30 km skiatlon 8e 4x10 km estafette                                                            |
| 2017 | Lahti      | 15 km klassieke stijl · Teamsprint (klassieke stijl) · 5e 4x10 km estafette                        |
| 2019 | Seefeld    | 15 km klassieke stijl · 4e 30 km skiatlon · 7e Teamsprint (klassieke stijl) · 4e 4×10 km estafette |
| 2021 | Oberstdorf | 18e 15 km vrije stijl 13e 30 km skiatlon 6e 50 km klassieke stijl 6e 4×10 km estafette             |

### Wereldbeker
Eindklasseringen
| Seizoen   | Algm | DI    | SP  | TdS |
| --------- | ---- | ----- | --- | --- |
| 2012/2013 | -    | -     | -   | DNF |
| 2013/2014 | 50e  | 31e   | 90e | -   |
| 2014/2015 | 40   | 25e   | 78e | DNF |
| 2015/2016 | 66e  | 43e   | 73e | DNF |
| 2016/2017 | 14e  | 4e    | 42e | DNF |
| 2017/2018 | 15e  | 13e   | 24e | DNF |
| 2018/2019 | 20e  | 13e   | 92e | -   |
| 2019/2020 | 6e   | Brons | 31e | 10e |
| 2020/2021 | 23e  | 19e   | 84e | –   |

Wereldbekerzeges
| Datum            | Plaats  | Onderdeel             |
| ---------------- | ------- | --------------------- |
| 30 november 2014 | Kuusamo | 15 km klassieke stijl |
| 27 november 2016 | Kuusamo | 15 km klassieke stijl |
| 20 januari 2019  | Otepää  | 15 km klassieke stijl |
| 30 november 2019 | Kuusamo | 15 km klassieke stijl |
| 29 februari 2020 | Lahti   | 15 km klassieke stijl |
| 27 november 2021 | Kuusamo | 15 km klassieke stijl |